# Paul Mitchell (Friseur)
Paul Mitchell (* 27. Januar 1936 in Carnwath in Schottland; † 21. April 1989 in Los Angeles) war ein bekannter Friseur und einer der Gründer von John Paul Mitchell Systems.

## Jugend & frühe Karriere
Paul Mitchells Mutter war Friseurin. Im Alter von 16 Jahren begann er eine Ausbildung an einer Kosmetikschule, die er fünf Jahre lang besuchte. Danach arbeitete Paul Mitchell in verschiedenen Salons und gewann mehrere Wettbewerbe.
Von den frühen 1960er-Jahren bis 1966 arbeitete er mit Vidal Sassoon zusammen und wurde einer der bekanntesten Friseure Londons. Danach wurde der Freigeist Paul Mitchell Direktor des Beauty Floors bei Henri Bendel, einem damaligen Luxuskaufhaus in New York City. Während dieser Zeit wurden seine Werke in bedeutenden Modezeitschriften abgedruckt.
Im Jahr 1967 gründete Paul Mitchell gemeinsam mit anderen Investoren den Crimpers Salon in New York City. Er war mit dem Geschäft sehr erfolgreich und eröffnete weitere Salons in Boston, Chicago, Dallas, und Philadelphia. Im Jahr 1972 verkaufte er seinen Anteil der Kette. Ein Jahr später eröffnete er den Superhair Salon in New York City. Ende der siebziger Jahre bringt es Paul Mitchell auf bis zu 150 Friseur-Shows pro Jahr, die ihn viel Kraft kosten. „Ausgebrannt“ zieht er deshalb nach Hawaii.

## Aloha Paul Mitchell
Die Inselkette hatte für den spirituellen Paul Mitchell beinahe heilsame Kräfte.
Seine Leidenschaft für schöne Haare ließ ihn auch dort nicht los, sodass aus einer simplen Frage heraus, die Idee für eines der größten Haarkosmetik-Unternehmen entstand. Die Frage: Warum haben die Hawaiianer so schöne Haare? Die Antwort: Awapuhi – hawaiianischer, weißer Ingwer. 1980 gründete er gemeinsam mit John Paul DeJoria ein Unternehmen für Haarpflegeprodukte, das später unter dem Namen John Paul Mitchell Systems bekannt wurde. Das Startkapital von etwa 700 Dollar war geliehen, da niemand in die Idee der beiden Freunde investieren wollte: Produkte von Friseuren für Friseure.

## Pauls Erbe(n)
Am 18. Juli 1988 wurde bei Paul Mitchell Bauchspeicheldrüsenkrebs diagnostiziert. Nach einem schweren operativen Eingriff erholte er sich, zum Erstaunen aller, noch einmal und verließ das Krankenhaus im September desselben Jahres, um nach Hawaii zurückzukehren. Ende 1988 verbesserte sich sein Gesundheitszustand weiter, bevor er sich Anfang 1989 wieder zunehmend verschlechterte; im Februar 1989 wurde ein Wiederauftreten des Krebses festgestellt. Eine Chemotherapie lehnte er ab. Paul Mitchell starb im April 1989 im Alter von 53 Jahren an Leberversagen infolge von Leber- und Bauchspeicheldrüsenkrebs im Cedars-Sinai Medical Center. Seine Asche wurde auf Big Island, Hawaii verstreut, wo er seine spirituellen Wurzeln hatte. Auch während seiner Rekonvaleszenz arbeitete Paul Mitchell aktiv im Unternehmen mit und brachte sein Know-how ein.
Paul Mitchell war ein Schöngeist und großer Fan der Frauen. Er hatte zahllose Liebschaften. Aus seiner Partnerschaft mit Jolina Mitchell ging sein Sohn Angus Mitchell hervor, der heute das Unternehmen John Paul Mitchell Systems mit John Paul DeJoria und dessen Tochter Michaeline DeJoria weiterführt.

## Trivia
Im Film Leg dich nicht mit Zohan an (2008) träumt die Hauptfigur (gespielt von Adam Sandler) davon, Friseur zu werden und für Paul Mitchell zu arbeiten.